# Aegiceras corniculatum
Aegiceras corniculatum är en viveväxtart som först beskrevs av Carl von Linné, och fick sitt nu gällande namn av Francisco Manuel Blanco. Aegiceras corniculatum ingår i släktet Aegiceras och familjen viveväxter. Inga underarter finns listade i Catalogue of Life.

## Bildgalleri

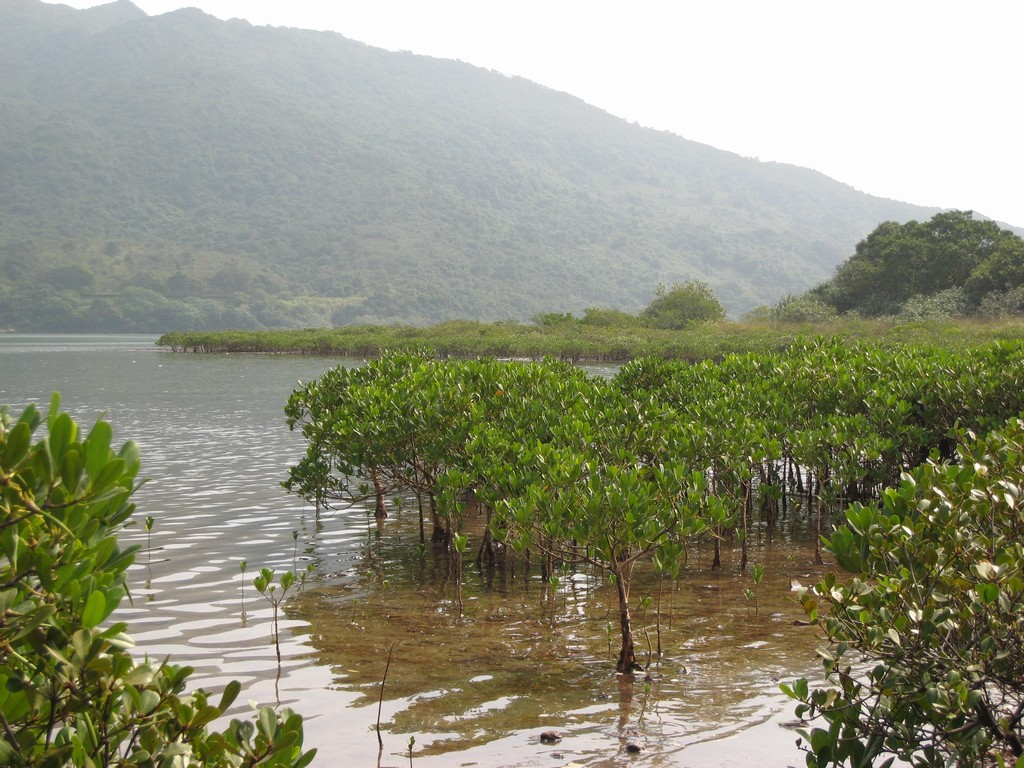
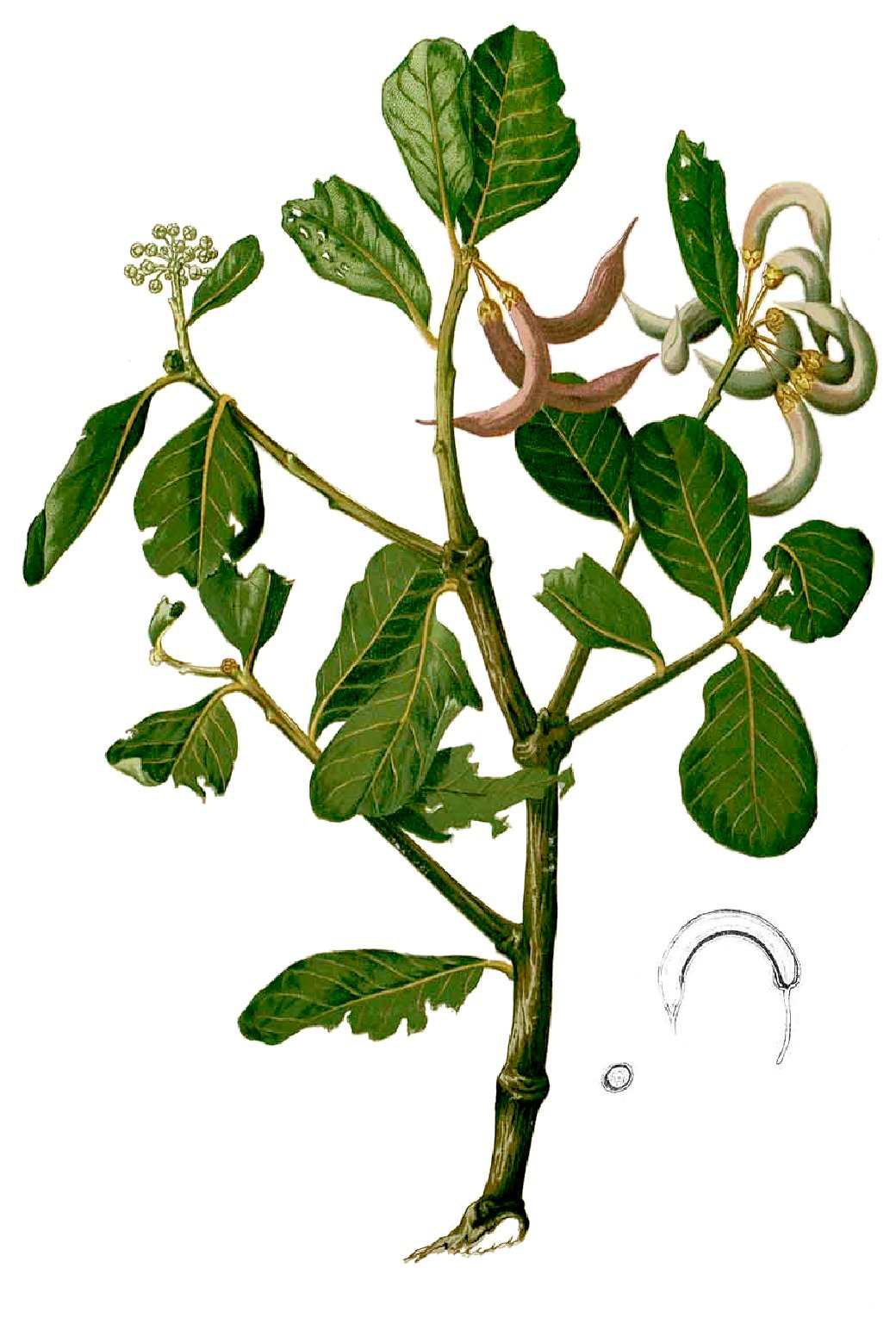
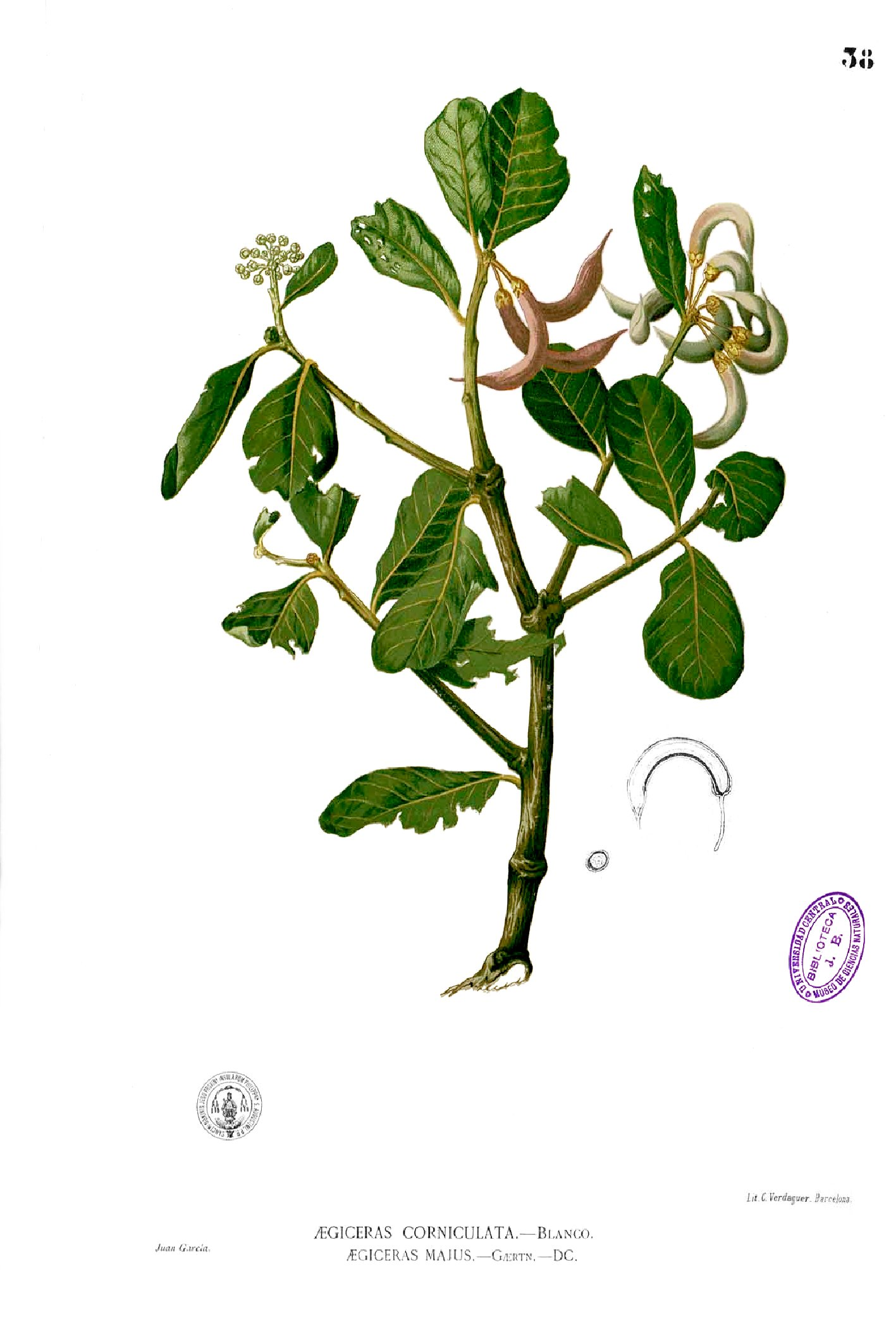